# Secțiune plană
În geometrie, o secțiune plană ia naștere prin intersectarea unei suprafețe din spațiul tridimensional cu un plan.